# Valailles
Valailles és un municipi francès situat al departament de l'Eure i a la regió de Normandia. L'any 2007 tenia 370 habitants.

## Demografia

### Població
El 2007 la població de fet de Valailles era de 370 persones. Hi havia 130 famílies de les quals 20 eren unipersonals (12 homes vivint sols i 8 dones vivint soles), 53 parelles sense fills i 57 parelles amb fills.
La població ha evolucionat segons el següent gràfic:
Habitants censats

### Habitatges
El 2007 hi havia 145 habitatges, 132 eren l'habitatge principal de la família, 10 eren segones residències i 2 estaven desocupats. Tots els 144 habitatges eren cases. Dels 132 habitatges principals, 104 estaven ocupats pels seus propietaris, 22 estaven llogats i ocupats pels llogaters i 6 estaven cedits a títol gratuït; 1 tenia una cambra, 1 en tenia dues, 16 en tenien tres, 40 en tenien quatre i 74 en tenien cinc o més. 114 habitatges disposaven pel capbaix d'una plaça de pàrquing. A 63 habitatges hi havia un automòbil i a 66 n'hi havia dos o més.

### Piràmide de població
La piràmide de població per edats i sexe el 2009 era:
| Homes | Edats   | Dones |
| ----- | ------- | ----- |
| 0     | 95 o +  | 0     |
| 0     | 90 a 94 | 0     |
| 0     | 85 a 89 | 4     |
| 0     | 80 a 84 | 0     |
| 0     | 75 a 79 | 0     |
| 0     | 70 a 74 | 0     |
| 4     | 65 a 69 | 0     |
| 12    | 60 a 64 | 16    |
| 16    | 55 a 59 | 12    |
| 24    | 50 a 54 | 28    |
| 8     | 45 a 49 | 8     |
| 16    | 40 a 44 | 12    |
| 0     | 35 a 39 | 4     |
| 16    | 30 a 34 | 12    |
| 8     | 25 a 29 | 28    |
| 8     | 20 a 24 | 4     |
| 20    | 15 a 19 | 16    |
| 12    | 10 a 14 | 4     |
| 16    | 5 a 9   | 4     |
| 4     | 0 a 4   | 16    |

## Economia
El 2007 la població en edat de treballar era de 232 persones, 160 eren actives i 72 eren inactives. De les 160 persones actives 142 estaven ocupades (81 homes i 61 dones) i 18 estaven aturades (6 homes i 12 dones). De les 72 persones inactives 31 estaven jubilades, 15 estaven estudiant i 26 estaven classificades com a «altres inactius».

### Ingressos
El 2009 a Valailles hi havia 141 unitats fiscals que integraven 409 persones, la mediana anual d'ingressos fiscals per persona era de 17.435 €.

### Activitats econòmiques
Dels 12 establiments que hi havia el 2007, 1 era d'una empresa de fabricació de material elèctric, 2 d'empreses de fabricació d'altres productes industrials, 1 d'una empresa de construcció, 2 d'empreses de comerç i reparació d'automòbils, 1 d'una empresa de transport, 1 d'una empresa immobiliària, 2 d'empreses de serveis i 2 d'empreses classificades com a «altres activitats de serveis».
L'únic servei als particulars que hi havia el 2009 era un saló de bellesa.
L'any 2000 a Valailles hi havia 9 explotacions agrícoles que ocupaven un total de 272 hectàrees.

## Poblacions més properes
El següent diagrama mostra les poblacions més properes.